# Julian Schmidt
Pour les articles homonymes, voir Schmidt.
Heinrich Julian Schmidt, né le 7 mars 1818 à Marienwerder, province de Prusse-Occidentale et mort le 27 mars 1886 à Berlin, est un historien littéraire prussien.

## Biographie
Julian Schmidt est le fils d'un calculateur, fonctionnaire de l'administration financière. À partir du 1er novembre 1827, il étudie le lycée protestant royal de sa ville natale et obtient son diplôme de fin d'études secondaires le 30 mars 1837. Il étudie ensuite l'histoire et la philologie à l'Université de Königsberg, entre autres avec Karl Rosenkranz. Il termine ses études le 9 juillet 1840 en obtenant le titre de docteur en philosophie. Une aquarelle de son portrait d'étudiant est conservée dans les feuilles de mémoire.
A Königsberg, Schmidt fait son année d'essai en tant que maître principal et, en 1843, il devint enseignant à l'école de Luisenstadt (de) de Berlin. Il abandonne ce poste en 1847 et s'installe à Leipzig, où il travaille pour le journal littéraire et politique d'Ignaz Kuranda (de), Die Grenzboten. Avec Gustav Freytag, Schmidt reprend la rédaction à partir de juillet 1848 et en fait l'organe le plus influent du réalisme programmatique. En particulier, les nombreux articles critiques littéraires de Schmidt sur Friedrich Hebbel, Karl Gutzkow et d'autres sont extrêmement controversés. Cet hebdomadaire a également une importance politique car au fil du temps il devient également le porte-parole du grand parti libéral constitutionnel ou modéré des années 1950, le soi-disant Gothaer.
À la fin de 1861, Schmidt quitte Die Grenzboten et s'installe à Berlin pour travailler pour le Berliner Allgemeine Zeitung. Il y travaille jusqu'à ce qu'il doive cesser de paraître à la fin de 1863. Il est fondé par Georg von Vincke et financé par ses amis du parti de l'ancien parti libéral .
En 1865, Schmidt vend sa part du Grenzboten à Max Jordan. À partir de cette époque, il n'apparaît qu'occasionnellement avec des articles au public, entre autres dans le Salon für Literatur d'Ernst Dohm et Julius Rodenberg, Kunst und Gesellschaft ou Preussische Jahrbücher de Heinrich von Treitschke.
En 1878, pour son 60e anniversaire, Schmidt reçoit de Guillaume Ier un salaire honorifique de 1500 marks. Au cours des années suivantes, Schmidt se retire de plus en plus dans la vie privée et meurt trois semaines après son 68e anniversaire, le 27 mars 1886.

## Réception
Cette appréciation tout à fait bienveillante (selon Meyers Konversations-Lexikon, 1888, 4e édition, légèrement révisée sur le plan linguistique) est contredite par les opinions exprimées au sein de la social-démocratie allemande. Franz Mehring décrit Schmidt comme le roi de la famille Sudel. Ferdinand Lassalle écrit dans sa polémique Herr Julian Schmidt l'historien littéraire , publiée en 1862 et éditée avec Setzer-Scholien, que des gens comme Schmidt se sont « emparés de quelques nobles expressions des écrits de penseurs et de savants et avec l'aide d'eux leur propre sorte de "langage éducatif" diffusé qui représente un véritable triomphe de l'éducation moderne et montre où l'art peut le mener. C'est un kaléidoscope de mots pêle-mêle et secoués, selon les lois de la routine belletristique, un certain nombre de mots qui n'ont aucun sens, mais semblent presque n'en faire qu'un, et étonnamment profond ! "

## Œuvres (sélection)
- Geschichte der Romantik im Zeitalter der Reformation und der Revolution. Studien zur Philosophie der Geschichte. Herbig, Leipzig 1847. 2 Bände. (Digitalisat Band 1), (Band 2)
- Geschichte der deutschen Nationallitteratur im 19. Jahrhundert. Leipzig 1853. 2 Bände. (Digitalisat Band 1)
- Geschichte der französischen Litteratur seit der Revolution. 2. umgearb. Aufl. Leipzig 1873–74 2 Bände. (Digitalisat 1. Aufl. 1858, Band 1), (Band 2, 1858)
- Geschichte der Deutschen Literatur seit Lessing's Tod. 4. Aufl. Leipzig 1858 (3 Bde., früherer Titel: Jena und Weimar). 1855. (Digitalisat Band 1), (Band 2), (Band 3)
- Geschichte des geistigen Lebens in Deutschland von Leibniz bis auf Lessings Tod, 1681-1781. Leipzig 1861–1863. 2 Bände. (Digitalisat Band 1), (Band 2)
- Übersicht der englischen Litteratur im 19. Jahrhundert. Sondershausen 1859.
- Schiller und seine Zeitgenossen. Leipzig 1859. (Digitalisat)
- Die Notwendigkeit einer neuen Parteibildung. Berlin 1866. (Digitalisat)
- Bilder aus dem geistigen Leben unsrer Zeit. Leipzig 1870–74 (4 Bde.)
- Porträts aus dem 19. Jahrhundert. Berlin 1878.
- Geschichte der Deutschen Litteratur von Leibniz bis auf unsere Zeit. Bd. 1–5. Berlin: Hertz 1886–1896. (Digitalisat Band 1), (Band 2), (Band 3), (Band 4), (Band 5)

### monographies
- Norbert Otto: Julian Schmidt – eine Spurensuche. Olms-Verlag, Hildesheim 2018.
- Ferdinand Lassalle: Herr Julian Schmidt, der Literaturhistoriker. Mit Setzer-Scholien. Röthing Verlag, Leipzig 1872.
- Alex Köster: Julian Schmidt als literarischer Kritiker. Ein Beitrag zur Entwicklung des Realismus im 19. Jahrhundert und zur Geschichte der Kritik. Diss. Univ. Münster 1933.
- Bernd Peschken: Versuch einer germanistischen Ideologiekritik. Goethe, Lessing, Novalis, Tieck, Hölderlin, Heine in Wilhelms Diltheys und Julian Schmidts Vorstellungen. Metzler, Stuttgart 1972,  (ISBN 3-476-00250-0).

### essais
- Gustav Freytag: Julian Schmidt bei den Grenzboten. In: Heinrich von Treitschke (Hrsg.): Preussische Jahrbücher, 57. Band, Berlin 1886, S. 584–592 (PDF)
- (de) Constantin Rößler (de), « Schmidt, Julian », dans Allgemeine Deutsche Biographie (ADB), vol. 31, Leipzig, Duncker & Humblot, 1890, p. 751-768
- Michael Thormann: Der programmatische Realismus der Grenzboten im Kontext liberaler Politik, Philosophie und Geschichtsschreibung. In: Internationales Archiv für Sozialgeschichte der deutschen Literatur, Bd. 18 (1993), S. 37–68.
- (de) Sebastian Susteck (de), « Schmidt, Heinrich Julian Aurel », dans Neue Deutsche Biographie (NDB), vol. 23, Berlin, Duncker & Humblot, 2007, p. 198–199 (original numérisé).